# Werner Zimmermann
Werner Zimmermann (15 de mayo de 1915-1990) fue un deportista suizo que compitió en piragüismo en la modalidad de eslalon. Ganó tres medallas en el Campeonato Mundial de Piragüismo en Eslalon, en los años 1949 y 1951.

## Palmarés internacional
| Campeonato Mundial | Campeonato Mundial | Campeonato Mundial | Campeonato Mundial |
| Año                | Lugar              | Medalla            | Competición        |
| ------------------ | ------------------ | ------------------ | ------------------ |
| 1949               | Ginebra (Suiza)    | Medalla de oro     | F1 por equipos     |
| 1949               | Ginebra (Suiza)    | Medalla de bronce  | F1 individual      |
| 1951               | Steyr (Austria)    | Medalla de bronce  | F1 por equipos     |